# The Good Side
«The Good Side» es una canción del cantante y compositor australiano Troye Sivan. Fue escrito por Sivan, Leland, Allie X, Bram Inscore, Jam City y Ariel Rechtshaid, y la producción estuvo a cargo de los últimos tres. La canción se lanzó a través de EMI Music Australia el 19 de enero de 2018, como el segundo sencillo de su segundo álbum de estudio, Bloom (2018).

## Antecedentes
El 17 de enero de 2018, anunció el sencillo y reveló su obra de arte en las redes sociales. Hablando de la canción con Zane Lowe en Beats 1, Sivan explicó que la canción es una carta abierta a un exnovio. Dijo que la canción es "un poco áspera" y la llamó "una de las únicas canciones tristes del álbum". Continuó: "Básicamente se trata de una ruptura por la que pasé hace un tiempo. Es una especie de carta a esa persona para expresar disculpas y simpatía y si pudiera cambiar esto, lo habría hecho. Sivan escribió en un tuit que la canción "significa todo para él". Agradeció a los coautores de la canción por "comprender los matices y complejidades del momento y por ayudar a darle vida".

## Recepción crítica
Tras su lanzamiento, la canción recibió elogios universales. Madeline Roth de MTV News calificó la canción como una "balada emocional de guitarra" que está "marcada por arpas centelleantes y sintetizadores que llegan tarde". Advirtió a los lectores que es "seguro que te hará sentir profundamente", ya que "cuenta la historia de una relación fallida en la que Sivan consiguió el lado bueno de la ruptura". Ross McNeilage de la misma publicación lo llamó "una canción deslumbrante de desamor y curación", nombrándolo "la cosa más acústica que Troye haya lanzado alguna vez" y "su canción más cinematográfica hasta la fecha".
Comparando con el sencillo principal del álbum, «My My My!», Brittany Spanos de Rolling Stone encontró que la canción ofrece un "sabor mucho más suave". Lo llamó una "canción tierna y acústica" en la que "Sivan canaliza la triste balada de Sufjan Stevens". Hugh McIntyre de Fuse ve a Sivan tomar una dirección diferente en esta canción, a diferencia de la producción exuberante de electro-pop como «My My My!» y sus sencillos anteriores como «Wild» y «Youth». Hilton Dresde de Paper describió la canción como "suave, gentil y reconfortante".

## Presentaciones en vivo
El 20 de enero de 2018, Sivan interpretó la canción por primera vez en Saturday Night Live.

## Posicionamiento en listas
| Listas (2018)                     | Mejor posición |
| --------------------------------- | -------------- |
| Escocia (Official Charts Company) | 99             |
| Nueva Zelanda Heatseekers (RMNZ)  | 4              |